# Link patrocinado
O link patrocinado, também conhecido como pay-per-click (pagamento por clique), é um formato de anúncio publicitário veiculado na internet, sendo uma publicidade paga sob a forma de uma hiperligação que é exibida nos resultados de pesquisa em páginas. O termo é originado da designação em inglês Sponsored Link.

## Características
As principais características de um link patrocinado são:
- Anúncio em formato de texto contendo um título, descrição do produto/serviço oferecido e a URL do site. Ao ser clicado leva o usuário para o site do anunciante;[5]
- O anunciante paga apenas quando um usuário clica no anúncio. Esse valor é chamado de Custo por Clique (CPC);[5]
- O custo do click depende de uma série de fatores, os principais são a quantidade de vezes que as palavras-chave escolhidas pelo anunciante são utilizadas nas buscas do Google ou do Yahoo!, a posição do anúncio na página de resultado da busca e qual é o CPC ofertado pelo anunciante;[6]
- Anunciante determina o quanto quer investir por dia;[6]
- Alterações no anúncio, segmentação e o investimento a qualquer momento.[6]

## Formatos
Existem 3 formatos de link patrocinado. São eles:
- Por Palavra-chave: O mais conhecido e utilizado no mercado anunciante. Os anúncios são veiculados nos resultados de pesquisas dos maiores buscadores da internet brasileira. Toda vez que o usuário da busca pesquisar a palavra-chave que o anunciante está patrocinando, seu anúncio será exibido junto com os resultados que o buscador gerou.[7]

Empresas que comercializam este formato: UOL, Yahoo! e Google.
- Por assunto: Os usuários de internet acessam as páginas de conteúdo na internet em busca de informação e entretenimento. Os anúncios são associados com o tema da página onde está sendo veiculado.

Empresas que comercializam este formato:
UOL: Estações de Conteúdo da Home UOL. São mais de 40 estações temáticas para anunciar em links patrocinados.
Google: Adsense, rede de sites afiliados.
Yahoo!: Sites parceiros.
- Por perfil: Pioneiro Mundial, o UOL possui exclusividade na comercialização deste tipo de link patrocinado. Quando o internauta acessa sua caixa de e-mails do UOL e/ou do BOL são publicados, na lateral direita, anúncios de acordo com o perfil do usuário de e-mail. O anunciante determina o perfil do seu público-alvo de acordo com o sexo, idade e localização geográfica.
- Existem também, empresas especializadas em gerenciar campanhas de links patrocinados.

Para maior comodidade do cliente, as campanhas de links patrocinados são monitoradas por profissionais especializados que alteram valores, textos de campanhas e bolam estratégias para otimizar o budget investido.

## Histórico
Origem dos links patrocinados.
- Em 1998 – Empresário americano Bill Gross criou a GoTo com resultados pagos e leilão de palavras;[8]
- Em 2001 – Empresa é rebatizada de Overture.[8] Devido a patente dos links patrocinados, o Google entrou em um acordo e pagou US$ 300 Milhões para utiliza-los;
- Em 2002 – O site Cadê? (empresa do Yahoo!) começa a vender links patrocinados em seu site de busca no Brasil;
- Em 2004 – Overture é adquirida pelo Yahoo!;[8]
- Em 2005 - UOL lança seus links patrocinados por assunto e perfil;
- Em 2006 - UOL lança o link patrocinado por palavra-chave.
- Em 2014 - A empresa Findplatform Lda regista a marca registada [9] Links Patrocinados, sendo conhecida também como uma agência de marketing e publicidade em Portugal, Angola, Brasil e desde 2024 como Links Patrocinados Espanha